# NGC 1057
NGC 1057 is een lensvormig sterrenstelsel in het sterrenbeeld Driehoek. Het hemelobject werd in 1849 ontdekt door Johnstone Stoney, assistent van de Ierse astronoom William Parsons.

## Synoniemen
- PGC 10287
- UGC 2184
- MCG 5-7-33
- ZWG 505.37
- NPM1G +32.0111